# Almoço com as Estrelas
Almoço com as Estrelas, foi um famoso programa, que ia ao ar todos os sábados, das 12h30m às 16h, pela TV Tupi. Foi apresentado pelo então casal Airton Rodrigues e Lolita Rodrigues por 23 anos, totalizando 2.204 exibições sem interrupção.. O programa foi o primeiro em cores da TV Tupi e, como o nome diz, os convidados almoçavam enquanto assistiam as atrações ou eram entrevistados A música usada como tema de abertura foi Summer of '42, da Biddu Orchestra.

## História
Inicialmente, o programa foi idealizado para ser produzido como um programa de rádio. Foi ao ar, primeiramente, pela Rádio Difusora. O almoço acontecia nas instalações da boate Lord, em São Paulo, aos sábados às 13 horas e seu áudio era gravado em fita magnética para ser apresentado posteriormente.
A escolha da produção inicial em rádio se deveu a dois fatores: 
- os artistas convidados alegavam dispor de mais tempo livre para suas participações no horário diurno por conta de seus muitos compromissos e shows noturnos;
- havia de se considerar que nesta época a programação diurna da TV ainda não existia.

O Almoço com as Estrelas funcionava da seguinte forma: pessoas interessadas em participar do Programa escreviam para a produção indicando quem era o astro ou a estrela com quem queriam participar. Cartas eram sorteadas e os artistas convidados.
Fora estes outros convidados e outros artistas participavam fazendo suas apresentações. Assim que a TV, através do então Canal 3 – TV Tupi, inaugurou sua programação diurna, o produtor e idealizador, Lorenzo Madrid, procurou Cassiano Gabus Mendes, o então Diretor Artístico do Canal 3, para propor que o programa fosse apresentado nos mesmos moldes da Rádio Difusora, na TV.
Cassiano de início, ainda um pouco em dúvida, propôs fazerem um teste de um mês e depois, se fosse o caso, seria cortado da grade. O estrondoso sucesso da atração fez com que fosse exibida de 21 de julho de 1956 até 12 de julho de 1980, o que foi um recorde em termos de exibição contínua na América Latina.
O primeiro apresentador do programa nos tempos da Rádio Difusora foi Arnaldo Arnold. Já na TV, inicialmente em São Paulo, foi Airton Rodrigues que então atuava como crítico de rádio e TV dos Diários Associados. No Rio de Janeiro, seu apresentador inicial foi Aérton Perlingeiro, através da TV Tupi Rio de Janeiro, e em Curitiba foi apresentado na TV Paraná por Kar Maya, o que se fazia necessário uma vez que ainda não havia a transmissão em rede. Quando foram unificadas as transmissões, Airton Rodrigues e sua esposa Lolita Rodrigues passaram a comandar o programa para todo o Brasil.
Com o fim da Rede Tupi em 1980, o programa passou pela TV Record, onde ficou até 15 de agosto de 1981, e em 22 de agosto de 1981 foi para a SBT  , onde foi encerrado em 1983.